# 中華鯡鯰
中華鯡鯰，為輻鰭魚綱鯰形目北非鯰科的其中一種，分布於亞洲中國瀾滄江流域，體長可達31公分，棲息在溪流底層水域，屬肉食性，生活習性不明，可作為食用魚。

## 擴展閱讀
維基物種上的相關：中華鯡鯰